# Matli
Matli (en ourdou : ماتلی) est une ville pakistanaise située dans le district de Badin, dans le sud de la province du Sind. C'est la deuxième plus grande ville du district, derrière la capitale Badin. Elle est située à près de cinquante kilomètres au nord de cette ville et à moins de vingt kilomètres au sud de Tando Muhammad Khan.
La population de la ville a été multipliée par plus de quatre entre 1972 et 2017, passant de 17 088 habitants à 62 556. Entre 1998 et 2017, la croissance annuelle moyenne s'affiche à 2 %, un peu inférieure à la moyenne nationale de 2,4 %. Selon le recensement de 2023, la population de la ville monte à 74 402 habitants.
|            | 1972 (rec.) | 1981 (rec.) | 1998 (rec.) | 2017 (rec.) | 2023 (rec.) |
| ---------- | ----------- | ----------- | ----------- | ----------- | ----------- |
| Population | 17 088      | 23 508      | 42 909      | 62 556      | 74 402      |